# Otto Hebbel
Otto Hebbel (Sankt Gallen, 16 juli 1847 - Bern, 11 februari 1912) was een Zwitsers militair.

## Biografie
Otto Hebbel studeerde aanvankelijk aan de kantonnale school van Sankt Gallen en studeerde later wiskunde aan de Federale Polytechnische Hogeschool van Zürich.
Na zijn studies ging Hebbel het Zwitserse leger in. In 1867 werd hij instructeur bij de infanterie, waarna hij van 1869 tot 1870 verbonden was aan de artillerie-academie van Berlijn. Nadien werd hij in 1876 commandant van de recrutenschool voor de artillerie in Frauenfeld, in het kanton Thurgau. In 1885 werd hij kolonel. Tussen 1900 en 1909 was hij vervolgens chef van de artilleriedivisie.